# Müllverbrennungsanlage Spittelau
Die Müllverbrennungsanlage Spittelau ist eine von drei thermischen Abfallbehandlungsanlagen der Wien Energie. Ihre Besonderheit liegt in der von Friedensreich Hundertwasser künstlerisch gestalteten Fassade. Mit einer installierten Gesamtleistung von 460 MW stellt die Anlage den zweitgrößten Fernwärmeerzeuger im Fernwärmeverbundnetz (diesen geringen Teil von 22 Prozent teilen sich die drei thermischen Abfallbehandlungsanlagen der Wien Energie) der Stadt Wien dar.

## Anlage
Die Anlage, im nördlichsten Teil des 9. Bezirks am Donaukanal gelegen, wurde 1971 auf dem Gelände zwischen der Franz-Josefs-Bahn und dem Verbindungsbogen fertiggestellt. Zuvor befand sich auf dem Gelände das ehemalige Maschinenhaus und Pumpstation der Kaiser-Ferdinands-Wasserleitung, welches bis 1965 als städtisches Materialdepot benutzt und 1965 abgerissen wurde. Die Müllverbrennungsanlage Spittelau wurde auch deswegen an diesem Standort errichtet, um Wärme für das rund zwei Kilometer entfernte Neue Allgemeine Krankenhaus bereitzustellen.
Die fortlaufende Anpassung an den letzten Stand der Rauchgasreinigungstechnik führte zur Nachrüstung der thermischen Abfallbehandlungsanlage Spittelau mit einer Rauchgas-Nasswäsche (1986/89) sowie einer modernen Entstickungs- und Dioxinzerstörungsanlage (1989). Zur gleichen Zeit wurde die äußere Fassade des gesamten Fernwärmewerks nach einem Großbrand 1987 durch Friedensreich Hundertwasser neugestaltet. Die Planung erfolgte durch Architekt Peter Pelikan in Zusammenarbeit mit Alexander Marchart, Roland Moebius und Waagner-Biro. Aus dem zuvor nüchternen Zweckbau wurde ein Kunstwerk, das eine harmonische Symbiose zwischen Technik, Ökologie und Kunst darstellen soll. In Osaka/Japan wurde später in Anlehnung an die Spittelau eine thermische Abfallbehandlungsanlage in ähnlichem Stil erbaut.
Die im Werk untergebrachte thermische Abfallbehandlungsanlage mit einer Durchsatzleistung von 260.000 Jahrestonnen ist in das Verbundnetz integriert und speist im Jahresdurchschnitt 60 MW Wärme in das Fernwärmenetz ein (Grundlastabdeckung). Zusätzlich können in fünf weiteren gas- bzw. gas-/ölbefeuerten Heißwasserkesseln zur Spitzenbedarfsabdeckung 400 MW an thermischer Leistung produziert werden. Die elektrische Leistung beträgt 6 MW. Insgesamt werden so jährlich etwa 40.000 MWh Strom und 470.000 MWh Fernwärme produziert. Mit dieser Wärmemenge werden mehr als 60.000 Haushalte in Wien beheizt.
Für den Betrieb der Müllverbrennungsanlage werden im Jahr 2002 pro Tonne Müll 20,63 m³ an Erdgas benötigt. Dies entspricht bei 260.000 Tonnen Müll pro Jahr einen Jahresbedarf von ca. 5,4 Millionen Normkubikmeter Erdgas, was dem durchschnittlichen jährlichen Erdgasverbauch von runden 7.500 Wiener Haushalten entspricht. Die CO2-Emissionen des Jahres 2009 betrugen 26.593 t.

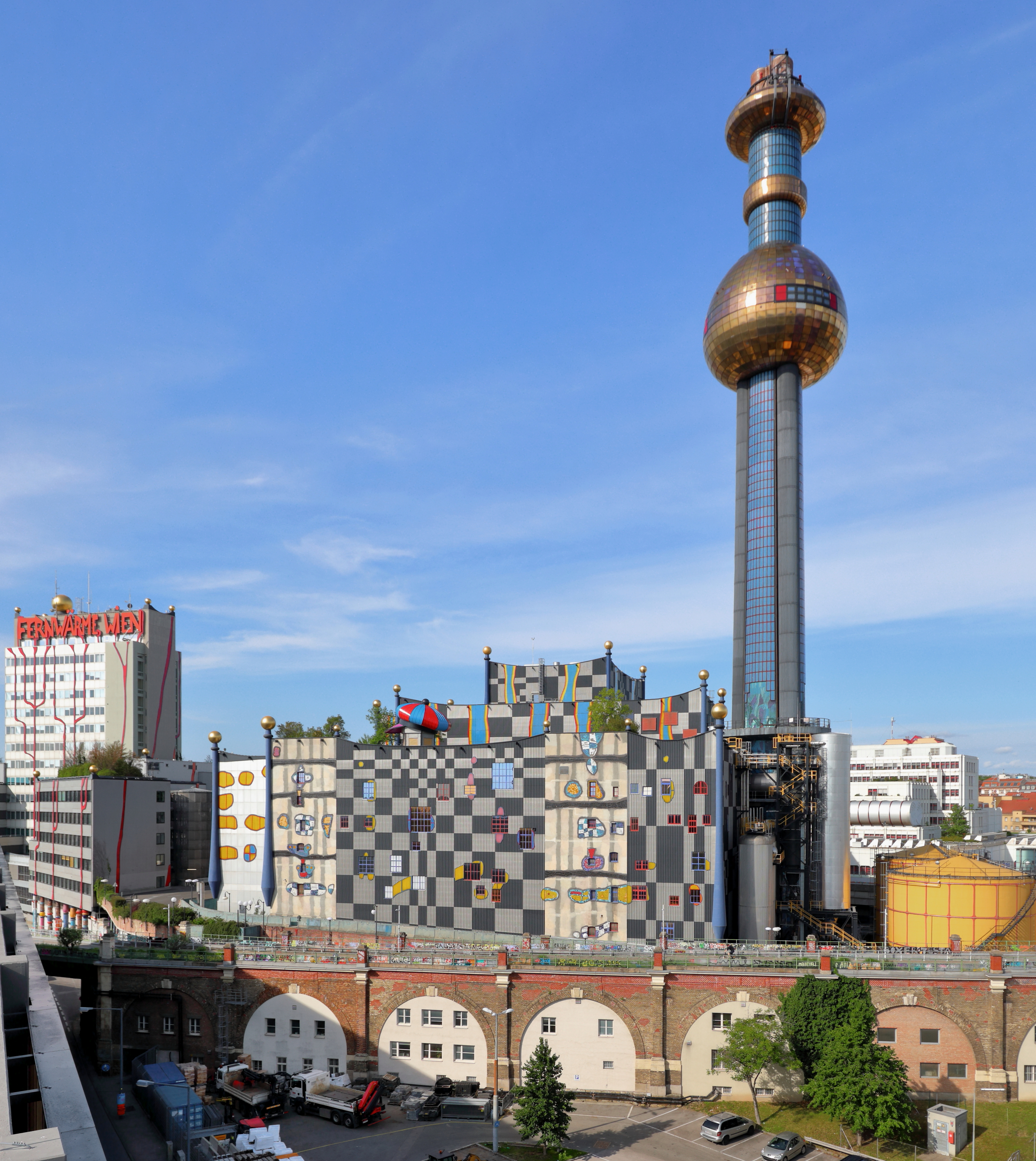
Nordostansicht
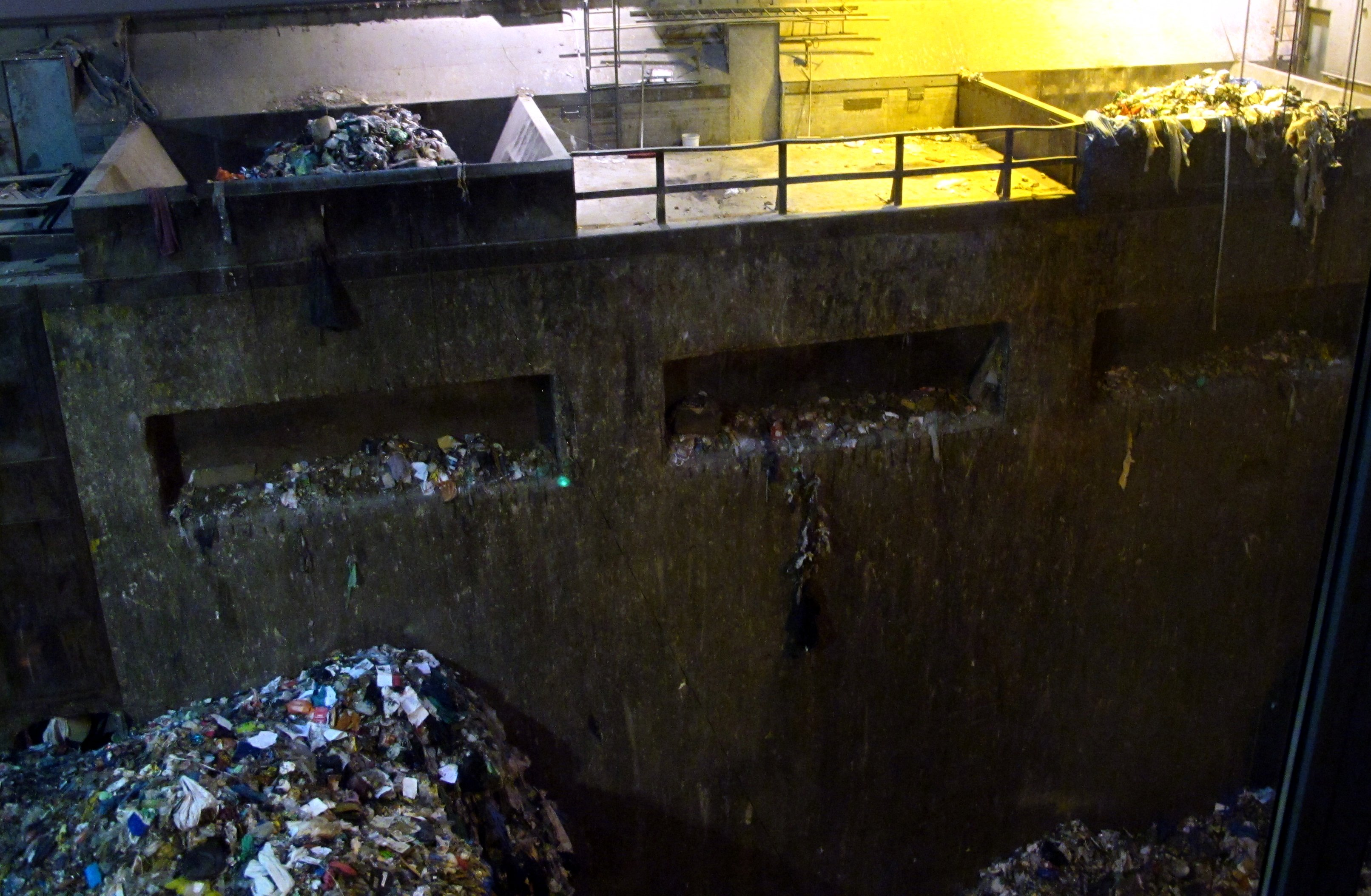
Müllbunker mit den beiden Aufgabetrichtern zur Feuerung
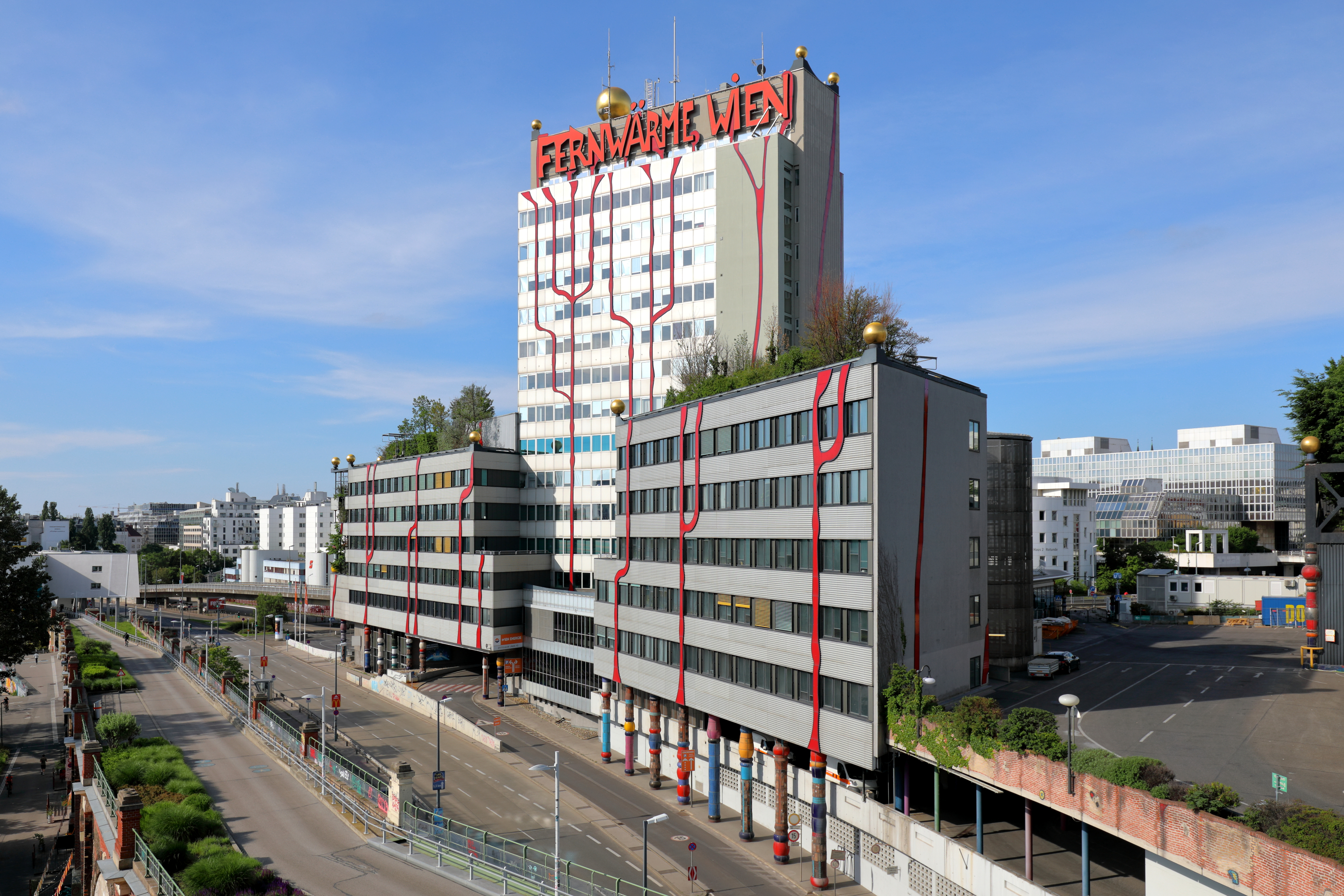
Verwaltungsgebäude

## Hintergrund zur Kappe Hundertwassers auf dem Dach

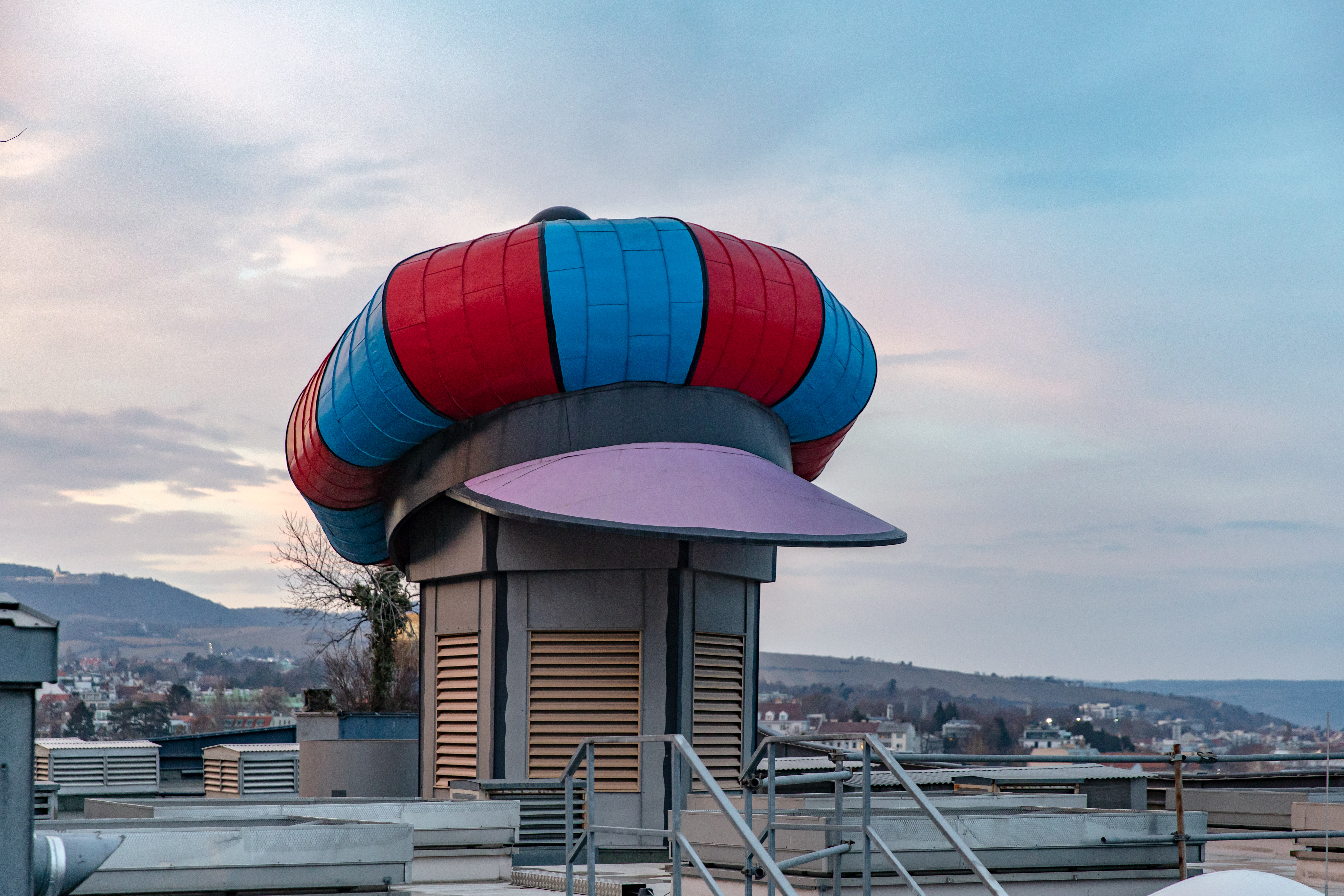
Die Nachbildung von Hundertwassers Kappe

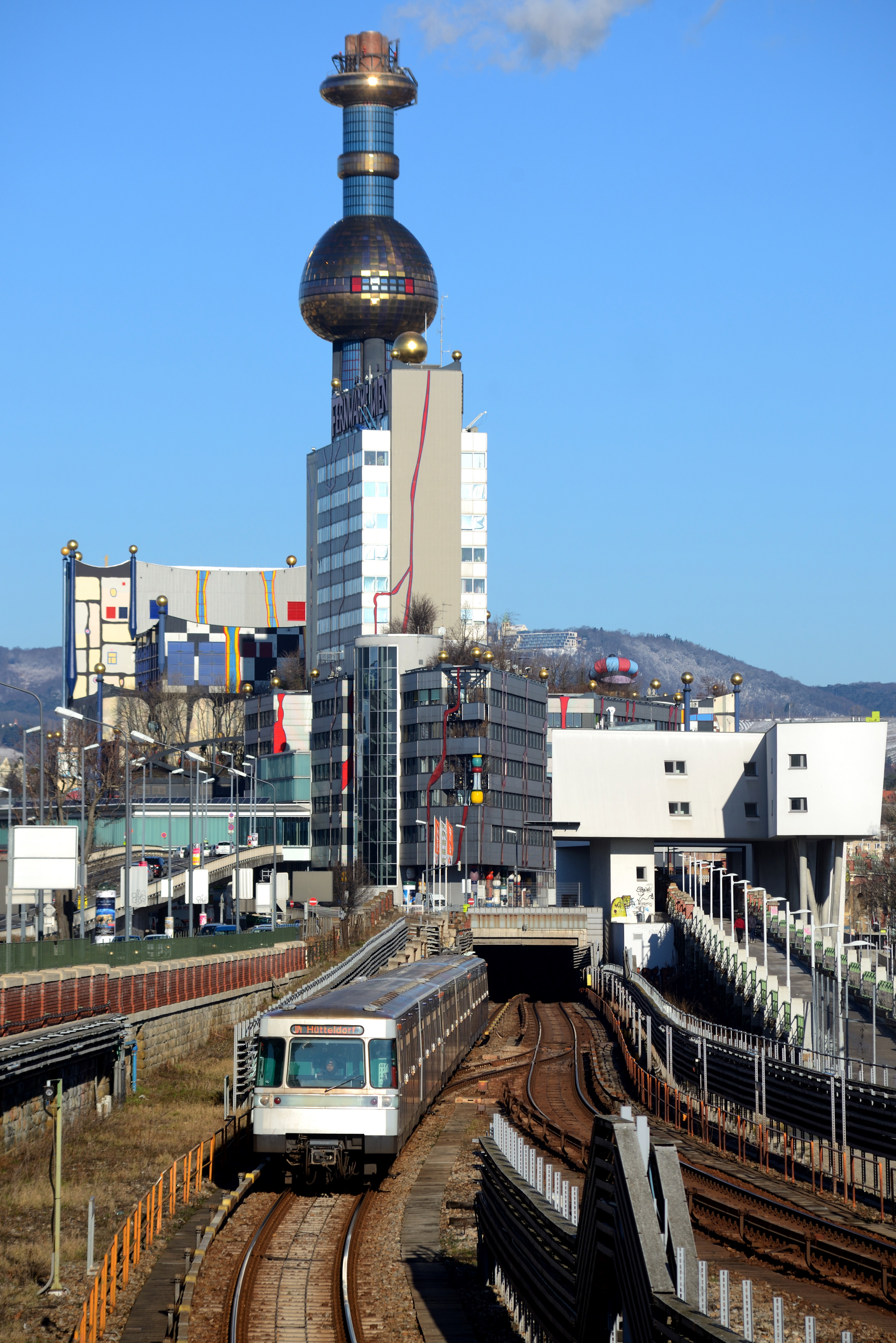
Anlage von der U-Bahn-Strecke aus gesehen. Rechts ist die Kappe erkennbar.

Eine Besonderheit stellt eine große Nachbildung der Kappe Hundertwassers auf einem kleinen Turm des Gebäudes dar. Als während einer Diskussion mit den Bauherren dem Künstler Hundertwasser die Geduld zu Ende ging, verließ er zornig die Runde mit den Worten „Ich hau den Hut drauf!“ (österreichische Redewendung für Aufgeben). Die Bauherren hielten dies für eine gute Idee und ergänzten die Anlage um die Kappe.